# Terra de Areia
Terra de Areia är en kommun i Brasilien.   Den ligger i delstaten Rio Grande do Sul, i den södra delen av landet, 1 600 km söder om huvudstaden Brasília. Antalet invånare är 9 878.
Omgivningarna runt Terra de Areia är en mosaik av jordbruksmark och naturlig växtlighet. Runt Terra de Areia är det ganska tätbefolkat, med 62 invånare per kvadratkilometer.